# باز-عقاب آیرس
باز-عقاب آیرس (نام علمی: Hieraaetus ayresii)، که به آن عقاب آیرس نیز گفته می‌شود، یک پرنده شکاری با جثه متوسط از تیرهٔ بازان (Accipitridae) است. بومی جنگل‌های آفریقا است. نام آن به افتخار توماس آیرس پرنده‌شناس آفریقای جنوبی است.

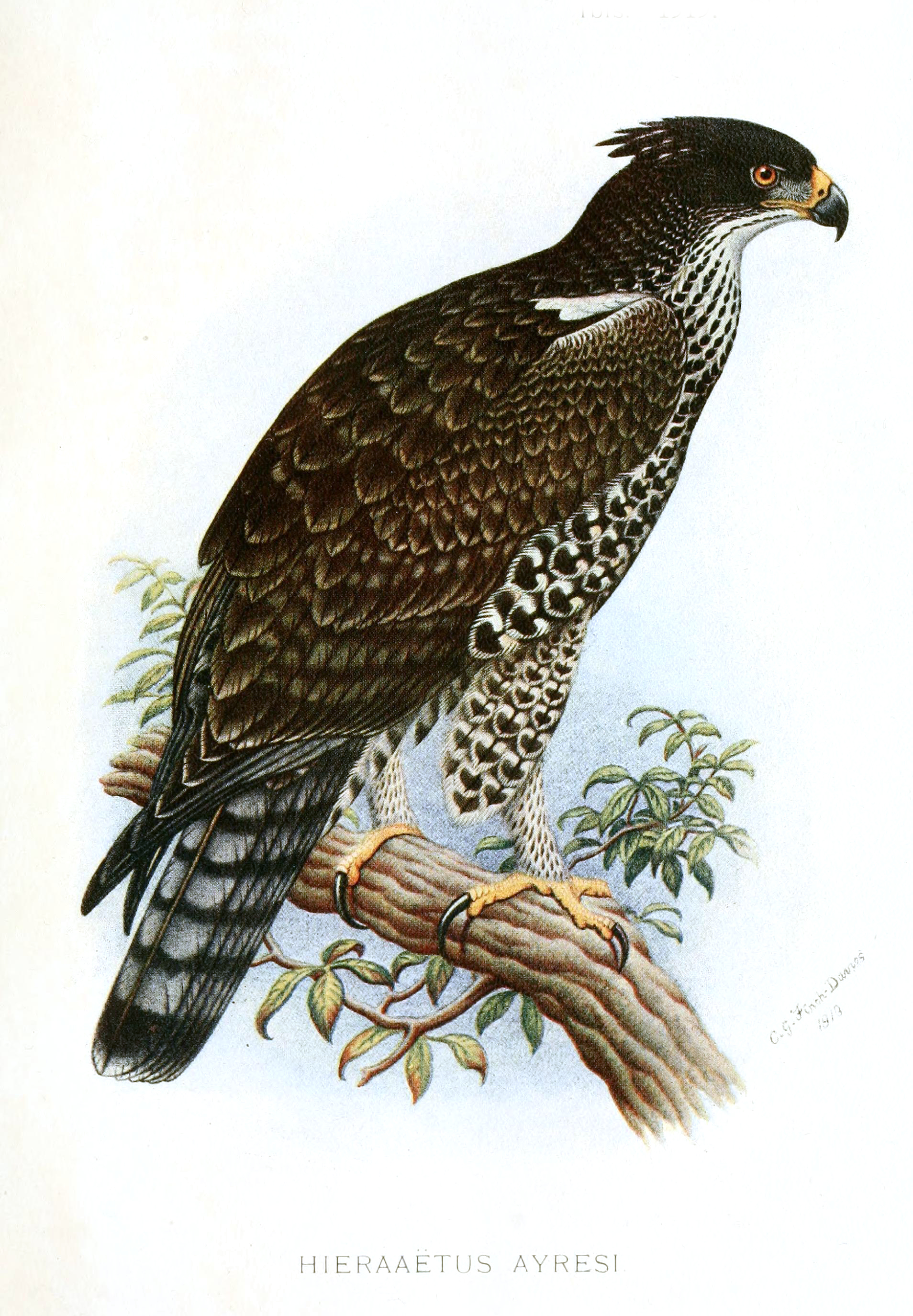
باز-عقاب آیرس بالغ بسیار دورنگ است و ظاهری تقریباً ابلق با لکه‌های تیره گسترده در زیرتنه دارد.